# Le Temps d'Algérie
Pour les articles homonymes, voir Le Temps et Temps (homonymie).
Le Temps d'Algérie est un quotidien algérien édité à Alger. L'homme d'affaires Ali Haddad en est le propriétaire.